# Arctia centrimaculata
Arctia centrimaculata là một loài bướm đêm thuộc phân họ Arctiinae, họ Erebidae.